# سد لینگ
سد لینگ (به لاتین: Laing Dam) یک سد وزنی در آفریقای جنوبی است که در کیپ شرقی واقع شده‌است.